# Megalon (kaiju)
Megalon (メガロ Megaro?) es un kaiju de la serie de Godzilla, introducido en la película Godzilla tai Megalon de 1973. Megalon es un monstruo insectoide, dios de los seatopianos. Ha aparecido en una película de la saga de Godzilla (Godzilla tai Megalon, director Tomoyuki Tanaka) y en el show televisivo Godzilla Island.

## Apariencia
Megalon es un kaiju insectoide similar a una cucaracha o un escarabajo rinoceronte levantado sobre dos patas. Es bípedo y en cada mano posee una garra de color plateado que le permiten excavar fácilmente. Todo su cuerpo es de color marrón menos en y bajo las alas, donde es de un color anaranjado.

## Historia
Megalon es un kaiju que habita en las profundidades del océano cerca de Seatopia, una civilización submarina de cultura y tecnología sumamente avanzada. Es considerado por los seatopianos como su dios protector que debe defender, a ellos y a su reino, de cualquier posible mal. Los seatopianos, resentidos con los terrícolas por las pruebas nucleares que afectan a su país, despertaron a Megalon que destruyera a sus enemigos, por lo que abandonó su caverna con rumbo a la superficie de la Tierra.
Allí, se unió al robot Jet Jaguar robado al inventor Gorō Ibuki por uno de los agentes de Seatopia para atacar Tokio. En el camino, destruyó una presa, paradójicamente salvando por accidente las vidas de Ibuki y su hermano mientras enfrentó y derrotó a las tropas de las Fuerzas de Autodefensa japonesas sin esfuerzo. Cuando Ibuki recupera el control de Jet Jaguar lo envia a la Isla de los Monstruos a convocar a Godzilla. Mientras, Megalon inició un fenesí destructivo sin control destruyendo la flota aérea japonesa de aviones, destruyendo Tokio y accidentalmente asesinando al agente de Seatopiano encargado de la misión.
Cuando Megalon estaba cerca del laboratorio de Ibuki, Jet Jaguar modificó sus mecanismos para adquirir la capacidad de crecer y enfrentarlo, intentando ganar tiempo hasta que Godzilla llegara a Japón; el robot demostró tener ventaja sobre Megalon, por lo que los seatopianos piden ayuda a sus aliados del planeta Nebula M, quienes envían como refuerzo al kaiju Gigan, abrumando al mecha hasta que es rescatado por la oportuna llegada de Godzilla con quien hace equipo para enfrentarlos.
Aunque Megalon hizo gala de gran cantidad de ataques y habilidades durante su enfrentamiento, la dupla de Jet Jaguar y Godzilla dominó rápidamente el encuentro y se mostró superior a él y Gigan, por lo que Megalon y su aliado debieron retirarse.

## Poderes y habilidades
Habilidades de Megalon mostradas en Películas, Videojuegos y Manga-Cómics

### Velocidad
Según lo revelado por el libro "Toho Special Effects All Monster Encyclopedia", Megalon al volar y perforar el suelo bajo tierra alcanza velocidades de Mach 3, y al nadar de Mach 4. Además Megalon puede dar saltos de hasta 10 kilómetros.

### Rayo Láser Asesino de Bestias
Megalon usa su "Beast Killer Laser Beam" (レ ー ザ ー 殺 獣 光線 Rēzā Satsujū Kōsen) en "Godzilla vs Megalon", el cual consiste en 
un destello amarillo parecido a un rayo disparado desde su cuerno. también este cuerno dispara tres bengalas verdes en el juego "Godzilla: Domination!. Megalon usa su rayo de cuerno en el manga "Godzilla, King of the Monsters" de Kodansha.

### Napalm Geotermal
Una de las habilidades de Megalon es disparar napalm geotermal (地 熱 ナ パ ー ム Chinetsu Napāmu) de su boca. Al hacer esto, su cuerno brilla con un tono amarillo cuando se prepara para lanzar estas balas. Algunas imágenes promocionales de la película lo mostraban disparando un rayo de luz en espiral desde la boca.

### Brazos de Taladro
Megalon posee brazos en forma de taladro que usa en combates cuerpo a cuerpo o que combina en un ataque para formar un solo taladro que le permite excavar bajo tierra, dicho ataque es conocido como "Talatro doble" (ダ ブ ル ド リ ル) en "Godzilla: Great Monster Battle". En los videojuegos de "Atari/Pipeworks Godzilla", las manos de taladro de Megalon son capaces de agarrar objetos y monstruos. En "Godzilla: Destroy All Monsters Melee" y "Godzilla: Save the Earth", Megalon puede descargar electricidad púrpura de sus taladros, lo que genera poderosos golpes de energía.

### Habilidades Físicas
Aparte de sus brazos de taladro, Megalon confía en su poderoso cuerno y poderosas patadas en el combate cuerpo a cuerpo. En "Godzilla: Domination !", tiene una cola lo suficientemente larga como para atacar a sus enemigos y puede agotar su salud usando "Leech Probe".

### Vientos Huracanados
Megalon es capaz de producir ráfagas de viento con sus alas, alcanzando velocidades de 1,000 m/s lo suficientemente potentes como para diezmar edificios.

### Habilidades Defensivas
El cuerpo de Megalon está protegido por una concha que es similar en dureza al diamante. Cuando recibió ataques del JSDF, incluidos los rayos de Maser en los ojos, salió totalmente ileso. Su mayor hazaña de su resistencia es haberse tragado accidentalmente una de sus propias balas de napalm sin que su cabeza explotara.

### Visión
El cuerno de Megalon funciona como un radar y posee una vista cien veces superior a la de los humanos debido a sus ojos compuestos.